# Guerpeguej
Guerpeguej (en russe : Герпеге́ж, en karatchaï balkar : Герпегеж, en kabarde : Джэрпэджэж) est un village du raïon du Tcherek de la Kabardino-Balkarie, en Russie. Sa population s'élevait à 1 348 habitants en 2023.

## Géographie
Guerpeguej est située dans la république de Kabardino-Balkarie, un sujet de Ciscaucasie de la Russie. Le village se trouve dans le district fédéral du Caucase du Nord. Guerpeguej est l'une des localités du raïon du Tcherek, une subdivision de la république dont le centre administratif est le village de Kachkhataou. Le village forme l'établissement rural de Guerpeguej, une municipalité dont il est la seule localité.

## Démographie
Recensements (*) et estimations de la population:
| 2002 * | 2010* | 2021* | 2023  | - |
| ------ | ----- | ----- | ----- | - |
| 1 153  | 1 198 | 1 345 | 1 348 | - |